# 博尔戈卡尔博纳拉
博尔戈卡尔博纳拉（義大利語：Borgocarbonara）是意大利伦巴第大区曼托瓦省的市镇。面积为30.50平方公里，2019年时的人口数量为1931人。
该市镇是在2019年1月1日由波河畔博尔戈弗兰科和卡尔博纳拉迪波两个市镇合并而成。